# Jamesbrittenia albobadia
Jamesbrittenia albobadia är en flenörtsväxtart som beskrevs av O.M. Hilliard. Jamesbrittenia albobadia ingår i släktet Jamesbrittenia och familjen flenörtsväxter. Inga underarter finns listade i Catalogue of Life.